# Stade IGA

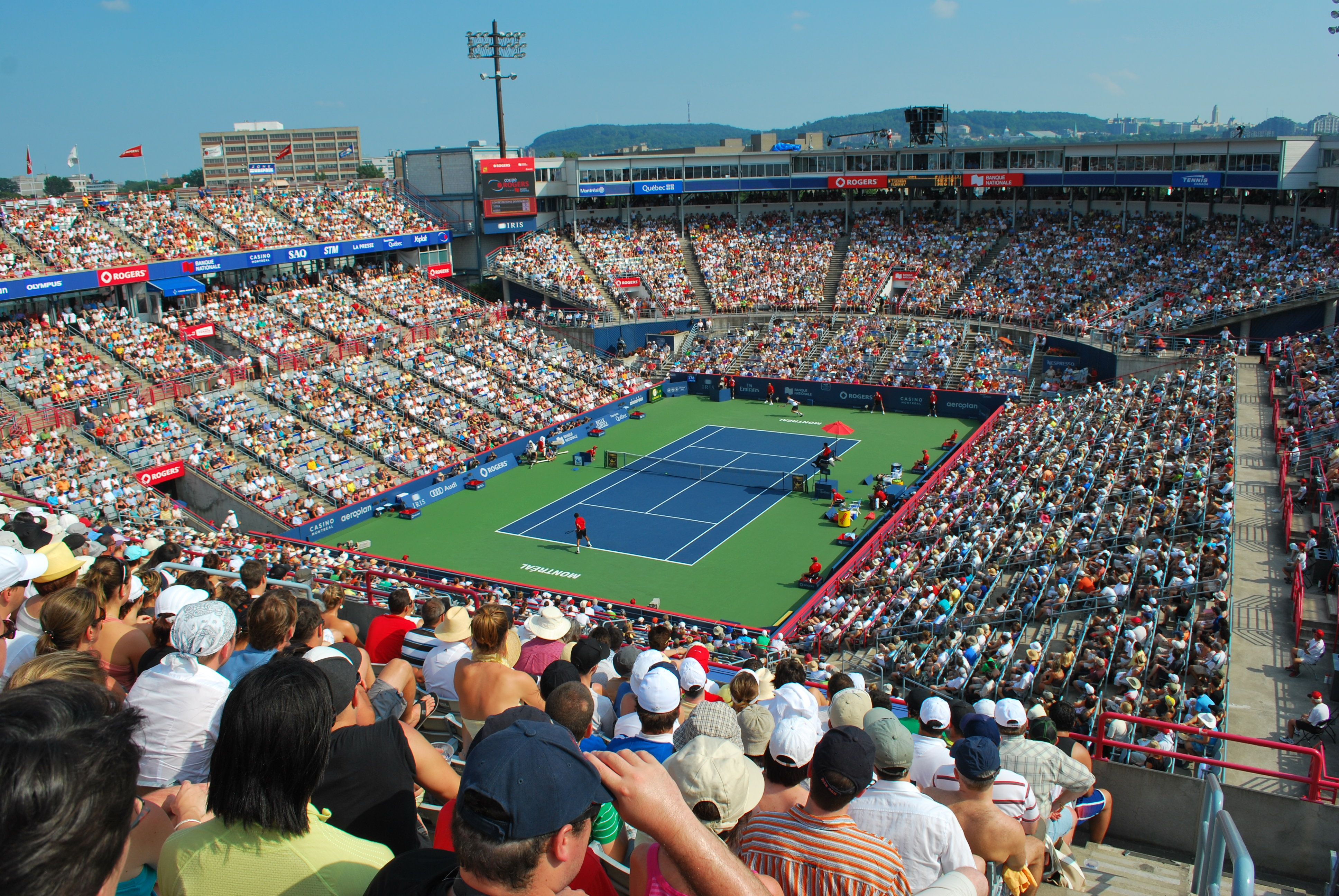
Stade IGA

Das Stade IGA (englisch IGA Stadium, vorher Stade Uniprix) ist ein Tennisstadion in der kanadischen Stadt Montreal. Es befindet sich am Südrand des Parc Jarry im Arrondissement Villeray–Saint-Michel–Parc-Extension. Das im Jahr 1996 eröffnete Stadion bietet 11.815 Zuschauern Platz und ist Austragungsort der internationalen Tennisturniere Canada Masters und WTA Kanada (auch als Rogers Cup/Coupe Rogers bekannt).
Das Stadion ist das Centre Court einer Anlage mit zusätzlich 13 Außenplätzen und zwölf Hallenplätzen. Die Haupttribüne ist ein Überrest des ehemaligen Stade Jarry. Dabei handelte es sich um ein 1976 geschlossenes Baseball-Stadion, dem ersten Heimstadion der Expos de Montréal in der Major League Baseball.